# Puente Gran Duquesa Charlotte
El Puente Gran Duquesa Charlotte (en luxemburgués: Groussherzogin-Charlotte-Bréck; en francés: Pont Grande-Duchesse Charlotte; en alemán: Großherzogin-Charlotte-Brücke) es un puente de carretera en la ciudad de Luxemburgo, en el sur de Luxemburgo.
Lleva a través de la N51 del Alzette, que conecta la avenida John Fitzgerald Kennedy, en Kirchberg, con el Bulevar Robert Schuman, en Limpertsberg. El puente también se conoce como el Puente Rojo (luxemburgués: Rout Bréck, en alemán: Rote Brücke, en francés: Pont Rouge) a causa de su pintura roja distintiva.
El puente se construyó en el periodo 1962-1965, siendo inaugurado el 24 de octubre de 1966.